# نقوش صخره‌ای ارغیان

## مقدمه
سنگ نگاره‌ها Petroglyphs یا هنرهای صخره‌ای Rock Arts کهن‌ترین آثار تاریخی و هنری بجامانده از بشرند. به تعبیری بستر به وجود آمدن حروف رمزی، خط، تبادل پیام، زبان، تاریخ، اسطوره‌ها، هنر و فرهنگ از سنگ نگاره هاست و آن‌ها از بهترین ابزارهای رمزگشایی ماقبل تاریخ هستند، تعداد آن‌ها فقط در یک منطقه محدود در ایران به بیش از ۲۱ هزار مورد می‌رسد که عمر بعضی از آن‌ها به چهل هزار سالPrehistoric می‌رسد۱ و بشرتا کنون موفق به کشف هیچ پدیدهٔ تاریخی و هنری بدین قدمت نشده‌است.
سنگ نگاره‌ها پنجره‌هایی رو به گذشته‌های دور می‌باشند که از منظرگاه perspective آن‌ها می‌توانیم تاریخ خط، هنر، زبان، محیط اقلیمی، اسطوره‌ها، فرهنگ و از همه مهمتر نوع اندیشهٔ انسان‌های ادوار کهن را مطالعه کرد. از این رویکرد است که دانشمندان علوم مذکور به شدت و مستمر در تلاش می‌باشند تا به طرق ممکن آن‌ها را کشف کرده و مطالعه نمایند.
هنرهای صخره‌ای، تنها هنرتجسمی است که مرز جغرافیایی مشخصی نداشته و همهٔ ملل جهان فارغ از فرهنگ، نژاد و حتی اقلیم‌های جغرافیایی بسیار بعید از هم، از آن گذر کرده‌اند.
هنرهای صخره‌ای اسناد دست اولی هستند که پژوهشگران را با «ترجمان» فرهنگ‌ها در اقلیم‌ها و زمان‌های مختلف آشنا می‌کنند و سخن گفتن آن‌ها با تصاویر و نشانه‌هایی است که اغلب در همهٔ زمان‌ها و مکان‌ها برای همه ملل جهان یکسان بوده‌است.

## توصیف سنگ نگاره‌های ارغیان
در طی تحقیقاتی که در تیرماه سال ۱۳۹۱ به سرپرستی احمد نیک گفتار جهت شناسایی استقرارهای پیش از تاریخ و تاریخی در بخش بام و صفی‌آباد صورت گرفت در محدوده یک غار قدیمی بقایای از نقوش کنده بر روی تکه سنگ‌های بزرگ شناسای گردید به گفته ایشان که این نقش‌ها احتمالاً به وسیله شکارچیان دوران باستان بر روی این سنگ‌ها ایجاد شده‌است. به گفته ایشان اطلاعات دقیقی از زمان ایجاد این نقوش در دست نیست اما احتمال می‌رود مربوط به دوره مس سنگ یا عصر مفرغ باشند. این نقوش شامل بزکوهی و نقوش نمادین و… است وجود این نقوش نشان از دیرینگی سکونت انسان در این مناطق دارد. به گفته این سرپرست نقوش صخره‌ای ارغیان تاکنون دربوته فراموشی نهاده شده و نیاز به مطالعه و بررسی می‌طلبد چرا که در این محدوده تحقیقاتی که توسط ایشان و تیم تحقیقاتی او صورت گرفته چندین محوطه و تپه باستانی مربوط به ۶۰۰۰ هزال سال پیش یافت شده وبی ارتباط با این نقوش نیست.

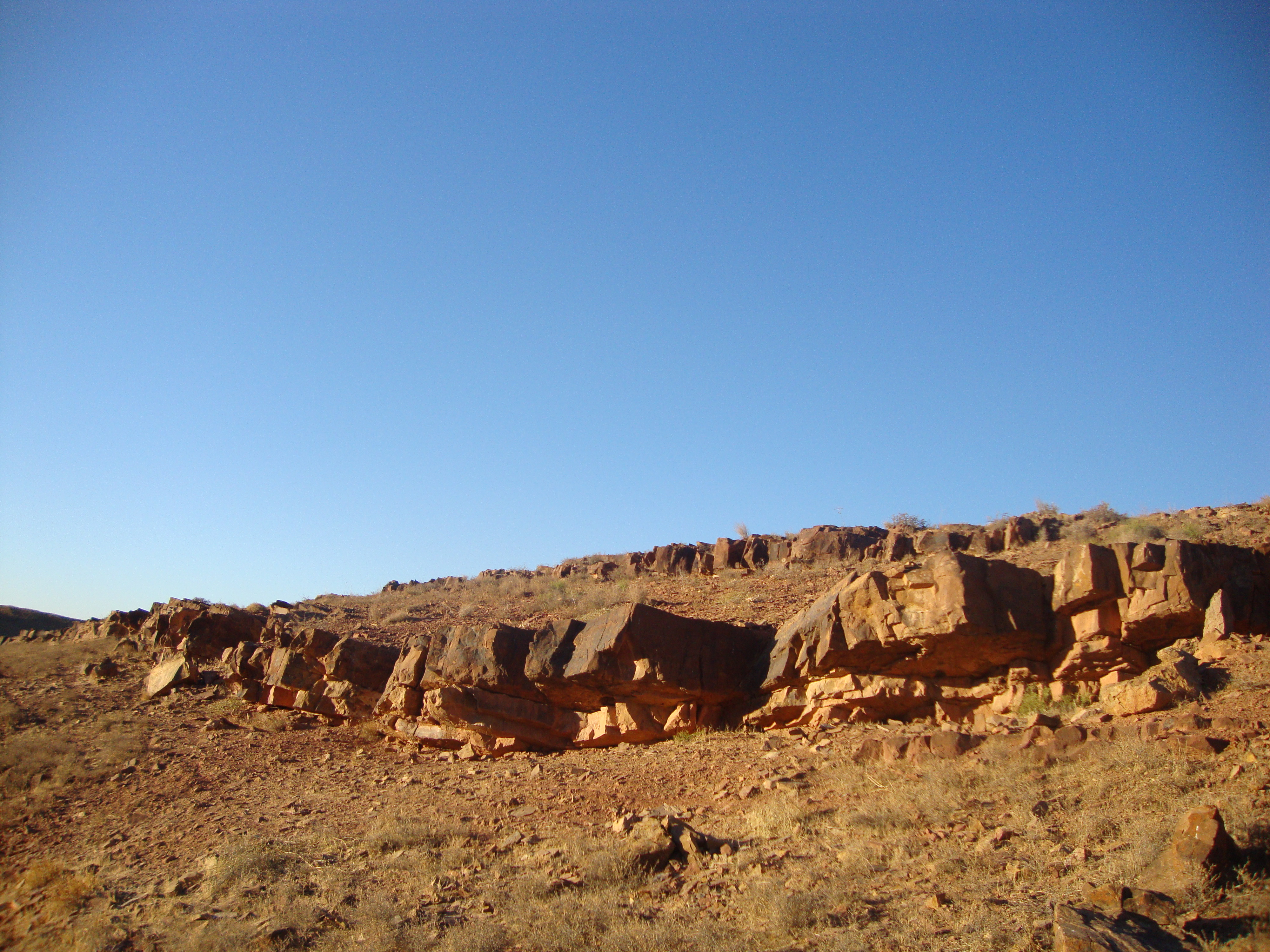
نقوش صخره ای ولایت ارغیان

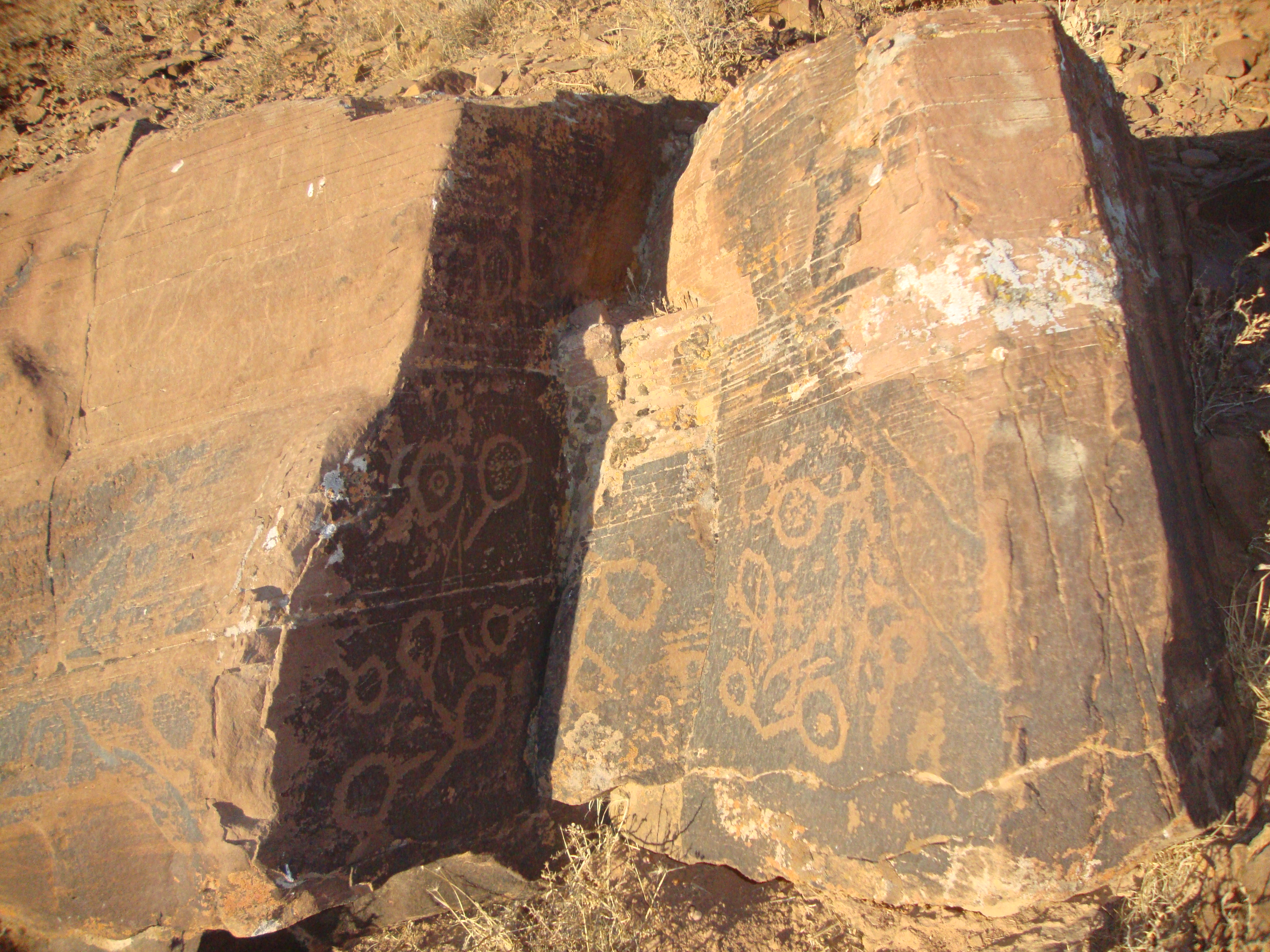
نقوش صخره ای ولایت ارغیان

## شاخصه‌های مهم سنگ نگاره‌های ارغیان
1. اندازه و ارتفاع بوم‌ها: همهٔ بوم‌ها درقالب تخته سنگ‌هایی گرد و ابعاد مختلف در بستر دره‌ها پراکنده‌اند.
2. جهت قرار گرفتن نقش‌ها: متغیر است.
3. درصد نقوش و نوع آنها: بیشترین نقش‌ها نمادین و پس از آن بزکوهی است.
4. میزان هوازدگی نقوش: میزان هوا زدگی زیاد است و رنگ بعضی نقش‌ها هم رنگ بستر شده‌است.

۵-اندازهٔ نقوش حکاکی شد ه: از ۵ تا ۱۵سانتیمتر متغیر است.
1. ابزارهای به کار رفته جهت حکاکی‌ها: ابزارهای بکار برده شده، استخوان حیوانات و فلز.
2. نوع حکاکی‌ها: تمام نقوش از نوع حکاکی(Petroglyphs) هستند که بر اثر ضربه‌های کوبشی منظم و دقیق در کنار و بعضاً کششی ایجاد شده‌اند.
3. قدمت نقوش و دیگرآثار: از ماقبل تاریخ (هزارهٔ پنجم ق. م) تا دورهٔ تاریخی متغیر است که جهت قطعیت، بهره‌گیری از تکنولوژی طیف‌سنجی عمومی و شتاب‌دهنده و تحلیل ریز فرسایش ضروری است.
4. خدشه‌های وارد شده: بیشتر آن‌ها توسط سودجویان به امید و جود گنج تخریب گردیده‌است.
5. جنس سنگ‌ها و رنگ بوم‌ها: از نوع سنگ‌های دگرگونی و به هم فشرده که رنگ آن‌ها قهوه‌ای متمایل به سیاه رنگ است.
6. چون و چرایی به وجود آمدن نقوش: محوطه‌های سنگ نگاره‌ها در ایران باستان کتاب‌های سنگی هستند که نگارگران طی ادوار کهن بواسطهٔ آن‌ها سخن گفته و شرح زندگی خود و دیگران، آیین، باورهای قدسی و حتی محیط اقلیمی را تصویر کرده‌اند.

۱۲-عمق حکاکی‌ها: ۱ تا ۲ میلیمتر
۱۳-جهت قرار گرفتن بوم‌ها: بهم ریخته‌است.
۱۴-شباهت نقش سنگ نگاره‌ها با سفالینه‌ها: بعضی از این نقوش شبیه نقوش صخره‌ای جربت در جاجرم امروزی می‌باشد.

## ۱-نانوی تپه
این تپه مربوط به عصر مس - مفرغ است و در شهرستان اسفراین، بخش بام وصفی آباد، دهستان بام، ۴ کیلومتری شمال شرق روستای بام واقع شده و این اثر طی بررسی‌های باستان‌شناسی آقای احمد نیک گفتار کارشناس ارشد باستان‌شناسی در سال ۱۳۸۶ شناسایی و مورد مطالعه قرار گرفت و پس از پرونده سازی در تاریخ ۱۸ شهریور ۱۳۸۷ با شمارهٔ ثبت ۲۳۳۱۳ به‌عنوان یکی از آثار ملی ایران به ثبت رسیده‌است. این اثر در سال ۱۳۸۹ ه‍.ق توسط یک تیم باستان‌شناسی از ایتالیا نیز مورد مطالعه و پژوهش قرار گرفت

## ۲-گوی تپه
این تپه مربوط به دوره نوسنگی - عصر مس - مفرغ است و در شهرستان اسفراین، بخش بام وصفی آباد، دهستان بام، ۵۰۰ متری شرق روستای اردین واقع شده و این اثر در تاریخ ۲ مرداد ۱۳۸۷ با شمارهٔ ثبت ۲۳۰۹۹ به‌عنوان یکی از آثار ملی ایران به ثبت رسیده‌است.

## ۳-تپه نقیمنگ استو
مربوط به عصر مس - مفرغ است و در شهرستان اسفراین، بخش بام و صفی‌آباد، دهستان بام، ۸ متری روستای اردین واقع شده و این اثر طی بررسی‌های آقای احمد نیک گفتار کارشناس ارشد باستان‌شناسی در سال ۱۳۸۶ ه‍.ق کشف و مورد مطالعه قرار گرفت و پس از پرونده سازی این اثر در تاریخ ۲۵ آبان ۱۳۸۷ با شمارهٔ ثبت ۲۳۷۶۴ به‌عنوان یکی از آثار ملی ایران به ثبت رسیده‌است.

## نگارخانه
1. ↑  «نسخه آرشیو شده». بایگانی‌شده از اصلی در ۸ اوت ۲۰۱۶. دریافت‌شده در ۲۵ سپتامبر ۲۰۱۲.
2. ↑  «نسخه آرشیو شده». بایگانی‌شده از اصلی در ۴ دسامبر ۲۰۱۳. دریافت‌شده در ۳۰ اکتبر ۲۰۱۹.
3. ↑  بوم‌های سنگی: گزارش بررسی دو مجموعه هنر صخره‌ای در استان خراسان شمالی (جربت و نرگسلوی علیا)، وحدتی، علی اکبر، ناشرسازمان میراث فرهنگی، صنایع دستی و گردشگری،1390
4. 1 2 3  «دانشنامهٔ تاریخ معماری و شهرسازی ایران‌شهر». وزارت راه و شهرسازی. بایگانی‌شده از روی نسخه اصلی در ۶ اکتبر ۲۰۱۹. دریافت‌شده در ۱۰ اکتبر ۲۰۱۹.